# D’Angelo Russell
D'Angelo Russell (ur. 26 lutego 1996 w Louisville) – amerykański koszykarz, występujący na pozycji rozgrywającego, obecnie zawodnik Los Angeles Lakers.
Absolwent college'u Ohio State. W 2015 roku został wybrany z 2. numerem draftu NBA przez Los Angeles Lakers.

## College
W 2014 wystąpił w meczu gwiazd amerykańskich szkół średnich - McDonald’s All-American. Po ukończeniu szkoły średniej Montverde na Florydzie Russell wybrał uniwersytecką drużynę Ohio State Buckeyes, odrzucając oferty uczelni z Louisville, Michigan i Karoliny Północnej. W swoim debiucie zdobył 16 punktów, 4 zbiórki oraz 6 asyst. 8 lutego 2015 jako pierwszy w historii debiutant drużyny Ohio State Buckeyes zdobył triple-double (23 punkty, 11 zbiórek, 11 asyst). 22 kwietnia zadeklarował uczestnictwo w drafcie NBA. 22 czerwca został zaproszony do tzw. green roomu.

## NBA
Russell został wybrany z numerem 2. draftu 2015 przez Los Angeles Lakers. 10 lipca 2015 podpisał kontrakt z tym klubem. W swoim debiucie w NBA, 28 października, przeciwko Minnesota Timberwolves, zanotował 4 punkty, 3 zbiórki i 2 asysty. Po 20 meczach, w których wychodził w pierwszej piątce, został przesunięty na ławkę rezerwowych i zastąpiony w wyjściowym składzie przez Lou Williamsa. Russell wziął udział w meczu Rising Stars Challenge, w którym zdobył 22 punkty i miał 7 asyst. 22 lutego został ponownie przesunięty do pierwszej piątki. 2 marca 2016, w meczu z Brooklyn Nets zdobył 39 punktów, co jest najlepszym wynikiem zawodnika Lakers w debiutanckim sezonie od sezonu 1958/59, kiedy to Elgin Baylor zdobył 55 punktów.
20 czerwca 2017 trafił w wyniku wymiany do Brooklyn Nets.
W sezonie 2018/2019 zajął drugie miejsce w głosowaniu na największy postęp sezonu NBA.
7 lipca 2019 trafił do Golden State Warriors.
6 lutego 2020 trafił w wyniku wymiany do Minnesoty Timberwolves. 9 lutego 2023 został wytransferowany do Los Angeles Lakers.

## Osiągnięcia
Stan na 11 lutego 2020, na podstawie, o ile nie zaznaczono inaczej.

### NCAA
- Uczestnik turnieju NCAA (2015)
- Najlepszy pierwszoroczny zawodnik konferencji Big Ten (2015)[20]
- Laureat Jerry West Award (2015)[21]
- Zaliczony do:
  - I składu:
    - All-American (2015)
    - Big Ten (2015)
    - pierwszoroczniaków Big Ten (2015)

### NBA
- Zaliczony do II składu debiutantów NBA (2016)[22]
- Uczestnik:
  - meczu gwiazd NBA (2019 – zastąpił kontuzjowanego Victora Oladipo)[23]
  - Rising Stars Challenge (2016, 2017)[24]

### Reprezentacja
Młodzieżowe
- Mistrz turnieju Adidas Nations (2013)
- Wicemistrz turnieju Nike Global Challenge (2013)
- MVP turnieju Nike Global Challenge (2013)
- Zaliczony do I składu turnieju NIKE Global Challenge (2013)

## Statystyki

### NCAA
Na podstawie.
| Sezon   | Drużyna    | M  | S5 | MPG  | FG%   | 3P%   | FT%   | RPG | APG | SPG | BPG | PPG  |
| ------- | ---------- | -- | -- | ---- | ----- | ----- | ----- | --- | --- | --- | --- | ---- |
| 2014/15 | Ohio State | 35 | 34 | 33,9 | 44,9% | 41,1% | 75,6% | 5,7 | 5,0 | 1,6 | 0,3 | 19,3 |

### NBA
Stan na koniec sezonu 2023/24, na podstawie.

#### Sezon regularny
| Sezon   | Drużyna      | M   | S5  | MPG  | FG%   | 3P%   | FT%   | RPG | APG | SPG | BPG | PPG  |
| ------- | ------------ | --- | --- | ---- | ----- | ----- | ----- | --- | --- | --- | --- | ---- |
| 2015/16 | L.A. Lakers  | 80  | 48  | 28,2 | 41,0% | 35,1% | 73,7% | 3,4 | 3,3 | 1,2 | 0,2 | 13,2 |
| 2016/17 | L.A. Lakers  | 63  | 60  | 28,7 | 40,5% | 35,2% | 78,2% | 3,5 | 4,8 | 1,4 | 0,3 | 15,6 |
| 2017/18 | Brooklyn     | 48  | 35  | 25,7 | 41,4% | 32,4% | 74,0% | 3,9 | 5,2 | 0,8 | 0,4 | 15,5 |
| 2018/19 | Brooklyn     | 81  | 81  | 30,2 | 43,4% | 36,9% | 78,0% | 3,9 | 7,0 | 1,2 | 0,2 | 21,1 |
| 2019/20 | Golden State | 33  | 33  | 32,1 | 43,0% | 37,4% | 78,5% | 3,7 | 6,2 | 0,9 | 0,3 | 23,6 |
| 2019/20 | Minnesota    | 12  | 12  | 32,7 | 41,2% | 34,5% | 87,3% | 4,6 | 6,6 | 1,4 | 0,3 | 21,7 |
| 2020/21 | Minnesota    | 42  | 26  | 28,5 | 43,1% | 38,7% | 76,5% | 2,6 | 5,8 | 1,1 | 0,4 | 19,0 |
| 2021/22 | Minnesota    | 65  | 65  | 32,0 | 41,1% | 34,0% | 82,5% | 3,3 | 7,1 | 1,0 | 0,3 | 18,1 |
| 2022/23 | Minnesota    | 54  | 54  | 32,9 | 46,5% | 39,1% | 85,6% | 3,1 | 6,2 | 1,1 | 0,4 | 17,9 |
| 2022/23 | L.A. Lakers  | 17  | 17  | 30,9 | 48,4% | 41,4% | 73,5% | 2,9 | 6,1 | 0,6 | 0,5 | 17,4 |
| 2023/24 | L.A. Lakers  | 76  | 69  | 32,7 | 45,6% | 41,5% | 82,8% | 3,1 | 6,3 | 0,9 | 0,5 | 18,0 |
| Razem   |              | 571 | 500 | 30,2 | 43,0% | 36,9% | 79,2% | 3,4 | 5,8 | 1,1 | 0,3 | 17,8 |

#### Play-offy
| Sezon | Drużyna     | M  | S5 | MPG  | FG%   | 3P%   | FT%   | RPG | APG | SPG | BPG | PPG  |
| ----- | ----------- | -- | -- | ---- | ----- | ----- | ----- | --- | --- | --- | --- | ---- |
| 2019  | Brooklyn    | 5  | 5  | 29,6 | 35,9% | 32,4% | 84,6% | 3,6 | 3,6 | 1,4 | 0,2 | 19,4 |
| 2022  | Minnesota   | 6  | 6  | 32,7 | 33,3% | 38,7% | 75,0% | 2,5 | 6,7 | 1,5 | 0,0 | 12,0 |
| 2023  | L.A. Lakers | 16 | 15 | 29,6 | 42,6% | 31,0% | 76,9% | 2,9 | 4,6 | 0,7 | 0,3 | 13,3 |
| 2024  | L.A. Lakers | 5  | 5  | 37,0 | 38,4% | 31,8% | 50,0% | 2,8 | 4,2 | 0,8 | 0,2 | 14,2 |
| Razem |             | 32 | 31 | 31,3 | 38,8% | 32,7% | 77,2% | 2,9 | 4,8 | 1,0 | 0,2 | 14,2 |